# Harvest
Harvest är ett musikalbum av Neil Young från 1972. Young rekryterade inför inspelningarna av albumet ett nytt band, vilket han döpte The Stray Gators. Utöver detta gästar flera kända musiker albumet, däribland Graham Nash, Stephen Stills och David Crosby från Crosby, Stills, Nash & Young och Linda Ronstadt. 
Albumet blev en stor succé, Youngs kanske största hittills. Det nådde förstaplatsen på den amerikanska Billboardlistan och blev 1972 års bäst säljande album. Singlarna "Heart of Gold" och "Old Man" nådde #1 respektive #31 på Billboard Hot 100. Tidningen Rolling Stone utnämnde 2003 albumet till det 78:e bästa i historien, på sin lista The 500 Greatest Albums of All Time, dock efter After the Gold Rush på 71:a plats.

## Låtlista
Alla låtar är skrivna av Neil Young.
1. "Out On the Weekend" - 4:35
2. "Harvest" - 3:03
3. "A Man Needs a Maid" * - 4:00
4. "Heart of Gold" - 3:05
5. "Are You Ready for the Country?" - 3:21
6. "Old Man" - 3:22
7. "There's a World" * - 3:00
8. "Alabama" - 4:02
9. "The Needle and the Damage Done" - 2:00
  - Liveinspelad ifrån Royce Hall-UCLA i Kalifornien.
10. "Words (Between the Lines of Age)" - 6:42

## Medverkande
- Neil Young med The Stray Gators:
  - Neil Young - gitarr, piano, munspel, sång
  - Ben Keith - pedal steel guitar
  - Kenny Buttrey - trummor
  - Tim Drummond - bas
  - Jack Nitzsche - piano, slidegitarr
- John Harris - piano (2)
- Teddy Irwin - gitarr
- James McMahon - piano
- James Taylor - banjo-gitarr och sång (4 & 6)
- David Crosby - sång (5 & 8)
- Graham Nash - sång (5 & 10)
- Linda Ronstadt - sång (4 & 6)
- Stephen Stills - sång (8 & 10)
- På låtarna markerade (*):
  - Neil Young: piano, sång
  - London Symphony Orchestra, under ledning av David Meecham

## Listplaceringar
| Lista (1972)   | Position            |
| -------------- | ------------------- |
| Australien     | 2 (Go Set)          |
| Finland        | 12                  |
| Frankrike      | 8                   |
| Kanada         | 1 (RPM)             |
| Nederländerna  | 1                   |
| Norge          | 1 (VG-lista)        |
| Storbritannien | 1 (UK Albums Chart) |
| Sverige        | 6 (Kvällstoppen)    |
| USA            | 1 (Billboard 200)   |
| Västtyskland   | 4                   |